# Holzmechaniker
Der Holzmechaniker ist ein staatlich anerkannter Ausbildungsberuf in der Industrie nach dem deutschen Berufsbildungsgesetz.

## Ausbildungsdauer und Struktur
Die Ausbildungsdauer zum Holzmechaniker beträgt in der Regel drei Jahre. Die Ausbildung erfolgt an den Lernorten Betrieb und Berufsschule.
Die Ausbildungsordnung aus dem Jahr 2015 teilt den Ausbildungsberuf in drei Fachrichtungen:
- Herstellen von Möbeln und Innenausbauteilen
- Herstellen von Bauelementen, Holzpackmitteln und Rahmen
- Montieren von Innenausbauten und Bauelementen

## Arbeitsgebiete

### Fachrichtung Möbel und Innenausbau
Holzmechaniker stellen Möbel und Innenausbauten her. Sie bedienen Produktionsanlagen, richten Werkzeuge und Geräte ein und führen Instandhaltungs- und Wartungsarbeiten durch. Sie behandeln Oberflächen, verpacken und lagern Produkte. Holzmechaniker können Arten und Eigenschaften von Holz und Holzwerkstoffen unterscheiden. Sie bestimmen dazu die Holzfeuchte, wählen Holz und Holzwerkstoffe entsprechend den Produktionsvorgaben aus und verarbeiten das Material. Sie prüfen die erstellten Teile auf Güte und Maßgenauigkeit, wählen Verbindungs- und Konstruktionsbeschläge aus, prüfen sie auf Funktion und montieren sie. Holzmechaniker bearbeiten aber auch Oberflächen durch Putzen und  Schleifen, schützen sie vor Beschädigungen und beschichten sie.

## Weiterbildungsmöglichkeiten
- Industriemeister Fachrichtung Holz
- Staatlich geprüfter Techniker Fachrichtung Holztechnik
- Fach- und Betriebswirte/-wirtinnen, Fachkaufleute
- Industrie-Betriebswirt
- Technischer Fachwirt

Mit den entsprechenden Voraussetzungen ist auch ein Hochschulstudium in folgende Richtungen möglich:
- Ingenieur für Holztechnik
- Ingenieur für Verpackungstechnik
- Holzwirt